# Kompienga
Kompienga är en provins i Burkina Faso. Den ligger i regionen Est, i den östra delen av landet, 290 km öster om huvudstaden Ouagadougou. Antalet invånare är 122 781.
Följande samhällen finns i Kompienga:
- Pama
- Tindangou